# استر چاکانی
استر چاکانی (مجاری: Eszter Csákányi؛ زادهٔ ۱۰ ژوئن ۱۹۵۳) یک هنرپیشه اهل مجارستان است.
وی همچنین برندهٔ جوایزی همچون جایزه کشوت شده‌است.